# Нижньостанське сільське поселення
Нижньоста́нське сільське поселення (рос. Нижнестанское сельское поселение) — сільське поселення у складі Тунгокоченського району Забайкальського краю Росії.
Адміністративний центр — село Нижній Стан.

## Населення
Населення сільського поселення становить 877 осіб (2019; 954 у 2010, 1089 у 2002).

## Склад
До складу сільського поселення входять:
| Населений пункт   | Населення, осіб (2002) | Населення, осіб (2010) |
| ----------------- | ---------------------- | ---------------------- |
| Бутіха, село      | 112                    | 90                     |
| Нижній Стан, село | 695                    | 645                    |
| Сухайтуй, село    | 61                     | 37                     |
| Торга, село       | 0                      | -                      |
| Халтуй, село      | 212                    | 167                    |
| Цагакшино, село   | 9                      | 15                     |